# Horst Zedel
Horst Zedel (* 15. Mai 1930) ist ein ehemaliger deutscher Fußballspieler, der in der DDR-Oberliga aktiv war.

## Sportlicher Werdegang
Der Außenstürmer begann seine Fußballkarriere bei der BSG Motor Grimma. 1952 wechselte er in die DDR-Liga zur BSG Empor Wurzen. Für Wurzen spielte er bis Ende 1954 und erzielte dabei 35 Treffer.
Im November 1954 wurde die Oberliga-Mannschaft der BSG Empor Lauter aus dem Erzgebirge an die Ostsee nach Rostock delegiert. Zwölf Spieler aus Lauter gingen mit an die Ostsee und bildeten von dort an den Kern des SC Empor Rostock. Da diese Spieleranzahl für die Saison jedoch nicht ausreichend war, wurde nach weiteren Spielern gesucht. Einer von ihnen war Zedel, der zum Jahreswechsel trotz Widerstand der Funktionäre der  Betriebssportgemeinschaft (BSG) aus Wurzen an die Ostsee kam und sich dem wenige Wochen alten SC Empor anschloss. Im Auswärtsspiel am 14. Spieltag der Oberliga-Saison 1954/55 beim SC Lok Leipzig (0:1) debütierte er für die Rostocker. Zwei Spieltage später erzielte er im Ostseestadion mit dem zwischenzeitlichen 2:0 gegen die BSG Motor Zwickau (3:0) auch sein erstes Tor für die Mecklenburger und war somit maßgeblich am ersten Oberliga-Sieg der Rostocker beteiligt. Wenige Tage vor diesem Sieg stellte sich das Oberliga-Kollektiv auf Anregung der Gesellschaft für Deutsch-Sowjetische Freundschaft (DSF) im Haus der Freundschaft der Kritik Rostocker Werktätiger, die Gründe für die Sieglosserie seit der Gründung des Clubs erfahren wollten. Bis zum Saisonende spielte er elfmal und erzielte zwei Tore. In der Saison 1956 erzielte Zedel sieben Tore in 25 Spielen und war damit Empors bester Torschütze. Am Ende der Saison stieg er mit Empor Rostock als Tabellenletzter aus der Oberliga ab. In der folgenden Zweitligasaison absolvierte er 24 der 26 Spiele, erzielte zehn Tore und trug damit zum direkten Wiederaufstieg bei. In der Saison 1958 spielte er 17-mal und erzielte zwei Tore. 1959, in seiner letzten Saison bei Empor kam er nur noch zu drei Einsätzen.
In seiner Zeit bei den Hanseaten kam Zedel 16-mal im FDGB-Pokal zum Einsatz, wobei ihm fünf Tore gelangen. 1955 und 1957 erreichte er jeweils das Finale und stand in der Startelf des Finalspiels. Einen Titel gewann er nicht. 1955 ging das Finale 2:3 nach Verlängerung gegen den SC Wismut Karl-Marx-Stadt und 1957 1:2 nach Verlängerung gegen den SC Lok Leipzig verlor.
Nach 67 Oberliga- und 24 Ligaspielen für den SC Empor Rostock spielte Zedel ab 1959 noch in der II. Liga für die BSG Motor Warnowwerft Warnemünde.